# José Luis Gil Soto
José Luis Gil Soto (Badajoz, 10 de septiembre de 1972) es un ingeniero agrónomo, graduado en Humanidades y escritor español, autor de varias novelas y de múltiples guiones promocionales. Aunque nació en Badajoz, ha pasado su infancia y juventud en el pueblo pacense de Oliva de la Frontera, en la comarca Sierra Suroeste de la provincia de Badajoz, de donde es su familia materna. Ha sido director general de Desarrollo Rural de la Junta de Extremadura (2011-2015), finalista del Premio Caja Granada de Novela Histórica en 2010 y Premio Ateneo de Sevilla de Novela en 2023. Ha sido colaborador del diario HOY, cabecera regional del grupo Vocento en Extremadura, donde escribió durante años la columna Viento del Este. Colabora con la revista A cuerpo de rey, de la cadena COPE. Es miembro de la Asociación de Escritores con la Historia y a partir del 8 de junio de 2025 forma parte de su directiva como vocal. 

## Biografía
Gil Soto es Ingeniero Agrónomo por la Universidad de León y tiene estudios de doctorado por la Universidad Politécnica de Madrid y la Universidad de Extremadura, y es graduado en Humanidades por la Universidad Internacional de la Rioja. Es funcionario de carrera del cuerpo de Titulados Superiores, especialidad Ingeniero Agrónomo, al que accedió con el número uno de su promoción. En el campo de la agronomía ha trabajado en energías renovables, gestión de fondos europeos, contratación pública, desarrollo rural, cultura, turismo, jóvenes y deportes. Desde 2008 compatibiliza su labor como escritor con las labores administrativas, primero en la Junta de Extremadura y en el Ministerio de Agricultura, Pesca y Alimentación.. Ha ocupado diversos cargos de responsabilidad en la Administración Pública: Jefe de Servicio de Planificación y Coordinación (2005-2007), Jefe de Servicio de Contratación (2007-2011) y director general de Desarrollo Rural (2011-2015). Además, ha sido Secretario del Colegio Oficial de Ingenieros Agrónomos de Extremadura. En 2023 ha sido nombrado Secretario General de la Consejería de Cultura de la Junta de Extremadura. 

## Obra literaria
Como escritor, es autor de diversas novelas y múltiples guiones literarios y promocionales. Su primera novela, La traición del rey (Editado por la Editorial Styria en 2008 y reeditado por Kailas Editorial en 2017], es una biografía novelada de Manuel Godoy, el Príncipe de la Paz. Esta novela muestra una imagen renovada históricamente de un personaje controvertido y que ha sido revisado en las últimas décadas por historiadores como Carlos Seco Serrano o Emilio La Parra.  
En el año 2009, Gil Soto presentó una obra ambientada en el episodio de la Armada Invencible al II Premio Caja Granada de Novela Histórica bajo el lema La tumba de los españoles con el pseudónimo Mr. Ironside. Esta obra resultó finalista del certamen y fue publicada por la Editorial Styria (Barcelona) con el título definitivo La colina de las piedras blancas.
En el tiempo en que ejerció de director general de Desarrollo Rural, Gil Soto aparcó su actividad literaria y no volvió a publicar obra alguna hasta 2015, año en que vio la luz La dama de Saigón, (Kailas Editorial), con la que cosechó un notable éxito.
Inmediatamente después fue reeditada su primera obra, La traición del rey incorporando el contenido de una carta inédita y original de Manuel Godoy. Esta carta fue regalada al autor por Doña Maximiliana Guijarro, viuda de don Fernando Crespo de la Cámara, heredero del Condado de Castillo Fiel y descendiente por línea directa del Príncipe de la Paz. Esta carta perteneció a la colección que la familia Crespo-Guijarro vendió en 2011 a la Asamblea de Extremadura por mediación de Gil Soto, un total de 72 cartas inéditas y en perfecto estado de conservación que se encuentran a disposición de los investigadores en el archivo del parlamento extremeño.
Como consecuencia de la reedición de La traición del rey, se rodó el documental Príncipe de la Paz, coproducido por Canal Extremadura y la empresa FreeBox y en el que participaron la escritora Carmen Posadas, el catedrático Emilio La Parra y el propio Gil Soto, entre otros.
En 2019 publicó Madera de savia azul (Ediciones B, Penguin Random House), una historia épica ambientada en una Edad Media legendaria cuyos protagonistas se ven abocados a un éxodo en busca de una tierra donde asentar la nueva capital del reino. Esta historia narra la vida de los habitantes del reino de Ariok y, en concreto, la de un niño, Erik, que se pierde de su padre (Bertrand de Lis).
En 2022 publicó con el sello Espasa, del Grupo Planeta, la novela Lágrimas de oro, una historia contada en dos tiempos. Por un lado, la investigación policial llevada a cabo en nuestros días para intentar recuperar un collar de origen inca robado en una iglesia española. Por otro lado, la historia de ese collar en el siglo XVI, cuando los hermanos Pizarro, junto a Hernando de Soto y otros hombres, cruzaron sus vidas con Atahualpa y comenzaron la conquista del Tahuantinsuyo. 
En 2023 resultó ganador del LV Premio Ateneo de Sevilla de novela con Si yo te contara. 
En agosto de 2024 vio la luz Historias de la historia y otros cuentos, una antología editada por Almuzara Editorial y coordinada por la Asociación Escritores con la historia . En ella participan treinta y cinco autores de novela histórica entre los que se encuentra Gil Soto con su cuento "El bocadillo del tío Pedro", sobre el Motín de Aranjuez.

## Novelas
La traición del rey (Styria, 2008 y Kailas Editorial, 2017) (ISBN 9788416523443)
La colina de las piedras blancas (Styria, 2010) (ISBN 9788492520534)
La dama de Saigón (Kailas Editorial, 2015) (ISBN 9788416023820)
Madera de savia azul (Ediciones B, 2019) (ISBN 9788466665353)
Lágrimas de oro (Espasa Editorial, 2022) (ISBN 9788467065091)
Si yo te contara (2023), Premio de Novela del Ateneo de Sevilla